# Niños de la calle en Ucrania
Los Niños de la calle en Ucrania son personas menores de edad que viven y sobreviven en las calles de las ciudades de Ucrania sin la asistencia y el cuidado correspondiente de adultos. Por regla general, habitan en vertederos, estaciones de transporte público, depósitos de chatarra o debajo de los puentes de las principales ciudades. El ordenamiento jurídico del país define el término «niños de la calle» como niños que han dejado a su familia o han sido abandonados por sus padres. La violencia contra ellos se considera un problema nacional grave y generalizado, porque en Ucrania pueden convertirse en víctimas de explotación sexual comercial, violencia policial, abusos de los derechos civiles y trata de personas.

## Antecedentes generales
En 1991 Ucrania proclamó su independencia tras el colapso de la Unión Soviética. El proceso fue seguido por la transición a la economía de libre mercado y rápidos cambios sociales, como el empobrecimiento de la población, el alto desempleo y, posteriormente, la delincuencia juvenil vertiginosa, la amplia difusión de las drogas callejeras y los suicidios de adolescentes a mediados de la década de 1990.
Vivir en la calle expone a los jóvenes a un gran número de factores de riesgo, y por su efecto gran parte de los infantes se rezaga en la escolarización. Los principales riesgos de la vida en la calle en Ucrania son la violencia física y sexual, el abuso de drogas, la desnutrición, el abuso y acoso policial, la actividad sexual de riesgo, el sexo forzado, el embarazo no deseado y diferentes tipos de infecciones, como el VIH, la tuberculosis, las Enfermedades de Transmisión Sexual y hepatitis. Los riesgos contribuyen al estado psicológico y emocional de los jóvenes de la calle instigando entre ellos traumatismos, depresiones, sensación de aislamiento e insuficiencia de autoestima. Además, sus oportunidades para ganarse la vida están muy limitadas por la mendicidad, la recolección de botellas vacías, entre otros. Como resultado, su supervivencia cotidiana puede caracterizarse como una desviación de las normas éticas de la sociedad civil, ya que los niños de la calle tienden a estar inclinados a actividades delictivas (robo y daños a la propiedad), vagancia, abuso de sustancias y prostitución, independientemente de su género. Se informó que el uso de drogas entre los menores ucranianos sin hogar adquirió un significado especial de ritual simbólico. Con el fin de fortalecer la solidaridad de su subgrupo, desarrollaron una ceremonia para inyectar un llamado baltrushka.(mezcla de vinagre, agua y medicamento para la gripe) hasta seis veces al día. Otro método popular de consumo de drogas en Ucrania es inhalar pegamento. El uso descontrolado de drogas inyectables, compartir agujas y el sexo sin protección hacen que los niños de la calle sean extremadamente vulnerables al VIH.
La propagación del VIH entre los niños de la calle ucranianos atrajo mucho interés de investigación especial debido a su forma de vida. Los datos disponibles muestran que los niños y jóvenes de la calle de las principales ciudades constituyen alrededor del 33 % de la población total en riesgo. Las pruebas de muestras de VIH recogidas en diferentes ciudades de Ucrania demuestraron que la prevalencia del VIH entre los niños de la calle puede llegar al 50 %. Según los datos obtenidos en 2012, alrededor del 15,5 % de los menores de edad de la calle en Ucrania usaron drogas inyectadas al menos una vez, el 9,8 % de los niños informaron haber tenido sexo anal cuando solo el 36 % de ellos reconoció haber usado condones durante su encuentro sexual más reciente.
El acceso de los menores de la calle a los servicios de salud pública en Ucrania también es un problema grave debido al engorroso protocolo burocrático y la actitud negativa del personal médico hacia las personas sin hogar. Algunos proveedores de los servicios de salud pueden negarse a tratarlos o brindarles solo un tratamiento limitado solo en condiciones que amenazan la vida. La Policía de Menores de Ucrania trata a los niños de la calle como «delincuentes potenciales». La actitud de la policía hacia los jóvenes puede incluir acoso sexual y violencia física. Según algunos informes del 2012, alrededor del 75 % de los niños de la calle ucranianos sufrieron acoso por parte de la policía y el 41 % fueron acosados más de tres veces ese último año.

## Estadísticas
Lamentablemente, para el año 2012 no se dispone de datos oficiales sobre el número total de niños de la calle en Ucrania. Como resultado, existe una amplia gama de evaluaciones diferentes entre 30.000 y 300.000. Una evaluación del Ministerio de Salud de Ucrania indicó que habían alrededor de 115.000 adolescentes de 10 a 18 años que necesitan protección. Sin embargo, no hay dudas de que su número aumentó significativamente a mediados del 2009. A partir de 2003, el gobierno ucraniano estimó su número de 50.000 utilizando datos recopilados de refugios callejeros. Un factor principal que empuja a los menores a la vida en la calle es la extrema pobreza de la población ucraniana. Los adultos tienen que trabajar más horas o buscar empleo en países vecinos, mientras que sus hijos quedan desatendidos. Otros factores son el alcoholismo generalizado y el abuso de sustancias, la violencia física o sexual y el desconocimiento de las responsabilidades de crianza dentro de sus familias. En 2012, una encuesta a niños ucranianos antes de los 15 años demostró que alrededor del 66 % de ellos solía vivir con un alcohólico o consumidor de drogas ilegales, el 60 % tenían padres separados o divorciados, el 54 % fueron testigos de violencia por parte de su pareja íntima, alrededor del 50 % experimentó violencia contra ellos mismos, el 41 % vivía con ex-prisioneros del sistema penitenciario ucraniano, el 38 % vivía con algún enfermo mental o que intentó suicidarse.